# Steyregg
Steyregg là một đô thị thuộc huyện Urfahr-Umgebung thuộc bang Oberösterreich, Áo. Đô thị Steyregg có diện tích 33 km², dân số thời điểm năm 2006 là 4762 người.